# Marathon (videogioco)
Marathon è uno dei più celebri sparatutto in prima persona per computer Apple, sviluppato dalla Bungie Software nel 1994.
È il primo episodio di una trilogia, composta da Marathon 2: Durandal e Marathon Infinity. Nel 2004, prima dell'acquisizione della Bungie da parte di Microsoft, è stato pubblicato (insieme agli altri due capitoli) come freeware; inoltre è stato reso noto anche il codice sorgente, che ha permesso la realizzazione di port per altri sistemi come Aleph One.

## Trama
La storia è ambientata nell'anno 2794, e segue le vicende di un cyborg a bordo dell'astronave UESC Marathon invasa da una razza aliena chiamata Pfhor.

## Modalità di gioco
Marathon ha in genere un gameplay meno dedicato all'azione (rispetto, ad esempio, al contemporaneo Doom) e più dedicato alla risoluzione di puzzle; inoltre, per l'astronave che compone gran parte dell'ambientazione, sono presenti dei terminali che raccontano la trama (per mezzo dell'intelligenza artificiale Leela) e aiutano a terminare i livelli.